# 연애 막말 남자친구 ~시간의 저편에서 피는 사랑~

연애 막말 남자친구 ~시간의 저편에서 피는 사랑~(恋愛幕末カレシ〜時の彼方で花咲く恋〜)은 일본의 소셜 게임 등을 서비스하고 있는 회사 후루에 발매한 모바일 장치 전용의 연애 시뮬레이션 게임이다.